# Бисселл, Уит
Уит Бисселл (англ. Whit Bissell), полное имя — Уитнер Ноттинг Бисселл (англ. Whitner Notting Bissell) (25 октября 1909 года — 5 марта 1996 года) — американский характерный актёр, известный ролями в кинофильмах 1940-70-х годов.
«Актёр широкого профиля с бродвейским опытом, Бисселл пришёл в кино в начале 1940-х годов, где стал специализироваться на неудачливых личностях и нервных, легко возбудимых профессионалах». Он сыграл более чем в 100 фильмах, включая «Бунт в тюремном блоке № 11» (1954), «Бунт на „Кейне“» (1954), «Часы отчаяния» (1955), «Перестрелка в О.К. Коррал» (1957), «Скованные одной цепью» (1958), «Машина времени» (1960), «Великолепная семёрка» (1960), «Любитель птиц из Алькатраса» (1962), «Хад» (1963), «Пит и Тилли» (1972) и «Зелёный сойлент» (1973) . Однако, по мнению Turner Classic Movies, вероятно, более всего его помнят по роли учёного, который превратил Майкла Лэндона в человека-волка в фильме «Я был подростком-оборотнем» (1957).

## Ранние годы жизни
Уит Бисселл родился 25 октября 1909 года в Нью-Йорке в семье известного хирурга. После окончания школы он поступил на учёбу в Университет Северной Каролины в Чапел-Хилл, где впервые начал играть в университетском театре, выступая как в кампусе, так и по всей стране.

## Бродвейская карьера в 1932—1944 годах
Начав актёрскую карьеру в театре, в 1932 году Бисселл дебютировал на бродвейской сцене в спектакле «Алиса в стране чудес» (1932-33). В 1936 году он выходил на сцену в трагедии «Гамлет» с Джоном Гилгудом и Джудит Андерсон в главных ролях. Затем последовали роли в спектакле «Звёздный корабль» (1937-38) Максвелла Андерсона с Бёрджессом Мередитом, «Американский путь» (1939) с Фредериком Марчем, «Двое на острове» (1940), «Ключ к страсти» (1940) в постановке Отто Премингера, «Кафе Корона» (1942) в постановке Элии Казана, а также в военном спектакле «Крылатая победа» (1943-44). В общей сложности за 12 лет работы на Бродвее Бисселл сыграл в 16 спектаклях.

## Голливудская карьера в 1940-х годах
Бисселл дебютировал в кино в приключенческом боевике «Морской ястреб» (1940) с участием Эррола Флинна, после чего не появлялся на экране в течение трёх лет. В 1943 году Бисселл вернулся в Голливуд, сыграв в комедии «Священные узы брака» , которая была номинирована на Оскар за лучший сценарий. В том же году он сыграл эпизодическую роль в популярном военном фильме «Место назначения — Токио» (1943) с Кэри Грантом и Джоном Гарфилдом в главных ролях, а год спустя — в ещё одном военном фильме «Крылатая победа» (1943). Во всех этих картинах роли Бисселла были небольшими, и его имя не указывалось в титрах.
Лишь после войны, по словам Эдера, «на Бисселла обратили внимание, и он стал получать немного более крупные роли, в частности, у него была небольшая роль в комедии Эрнста Любича „Клуни Браун“ (1946). А начиная с 1947 года, Бисселл стал всё более погружаться в фильм нуар и связанные с ним мрачные психологические криминальные драмы». В конце 1940-х годов он стал играть постоянно, и, по словам Ричарда Чэттена, благодаря своим «худощавым чертам стал всё чаще получать роли мелких преступников и неопытных молодых людей». Одной из самых значимых работ Бисселла в этот период была роль в тюремном фильме нуар Жюля Дассена «Грубая сила» (1947). В этой картине актёр сыграл скромного заключённого Тома Листера, который подделал на работе бухгалтерскую отчётность, чтобы на похищенные деньги купить любимой жене дорогую шубу. Начальник тюрьмы потребовал от Тома доносить на своих сокамерников, а когда тот отказывался, заявил Тому, что его жена собирается с ним развестись. Для Тома это становится настолько тяжёлым ударом, что вешается в камере. Ещё более заметную роль участвующего в побеге раздражённого заключённого Бисселл сыграл в своём следующем фильме нуар «Кэньон-Сити» (1948) .
Как заметил Эдер, «режиссёры уловили умение Бисселла показать невротическую нестабильность и пронырливую непорядочность», использовав его в таких картинах, как «Грубая сила», «Он бродил по ночам» (1948) и «Убийца, запугавший Нью-Йорк» (1950). В 1940-е годы он также появился в фильмах нуар «Где-то в ночи» (1946) и «Двойная жизнь» (1947). Однако, по мнению Эдера, «свою самую странную и самую выразительную роль в этот период он сыграл в фильме „Дневник криминального доктора“ (1949), где он затмил остальных актёров в роли психически нездорового будущего композитора, который оказывается в центре дела об убийстве». Одним из значимых его фильмов была также южная сага о семье Хаббардов «Другая часть леса» (1949), приквел чрезвычайно успешного фильма «Маленькие лисички» (1941) по пьесе Лилиан Хеллман.

## Голливудская карьера в 1950-х годах
Как пишет Эдер, «к началу 1950-х годов в дополнение к ролям вертлявых клерков, нервных подручных и невротических подозреваемых (а также друзей и родственников подозреваемых) Бисселл существенно расширил свою галерею образов, и благодаря своему раскатистому, зычному голосу смог убедительно играть представителей власти, врачей, учёных и других деятелей, чьё поведение внушало уважение». В этот период он играл фильмах различных жанров, в том числе, в триллерах, вестернах и научно-фантастических драмах.
Многие зрители помнят его по роли психиатра в военно-морской драме Эдварда Дмитрика Бунт на «Кейне» (1954). Однако, по словам Эдера, «подростки середины 1950-х годов, вероятно, лучше знают его по ролям учёных и психиатров в фантастических фильмах „Цель — Земля“ (1954) и „Вторжение похитителей тел“ (1956)». Как отметил Чэттен, в научно-фантастической классике Дона Сигела «Вторжение похитителей тел» (1956) Бисселл сыграл врача в начальной и финальной сценах фильма, который «верит в невероятную историю Кевина Маккарти о коконах, которые поглощают людей, и который вносит в финале фильма неожиданную нотку оптимизма, своевременно предупредив власти об угрозе».
Кроме того, Бисселл появился во многих фильмах нуар, среди них «Убийца, запугавший Нью-Йорк» (1950), «Осуждённый» (1950), «Переулок» (1950), «Поворотная точка» (1952), «Нагая улица» (1955) и «Часы отчаяния» (1955) . Он ещё раз оказался за решёткой в роли подлого охранника, которого берут в заложники, в фильме Дона Сигела «Бунт в тюремном блоке № 11» (1954), а в 1958 году сыграл в знаменитой тюремной драме Стэнли Крамера «Скованные одной цепью» (1958). Одну из своих наиболее памятных ролей он сыграл в фильме нуар «Кафе на 101-й улице» (1955), создав «эмоциональный образ контуженного ветерана войны, который пытается разобраться со своими проблемами, оказавшись в гнезде советских шпионов».
В 1950-е годы Бисселл сыграл также в серии вестернов, среди них «Великий рейд по Миссури» (1951), «Три часа на убийство» (1954), «Гордые» (1956), «Человек из Дель Рио» (1956), «Перестрелка в О.К. Коралл» (1957), «Высокий незнакомец» (1957), «Шериф Уорлока» (1959) и «Нет имени на пуле» (1959).
По словам Хэннсберри, «Бисселл приобрёл культовый статус после появления в фильмах ужасов „Тварь из Чёрной лагуны“ (1954), „Я был подростком-оборотнем“ (1957) и „Я был подростком-Франкенштейном“ (1957)» . Эдер также считает, что Бисселл особенно ярко проявил свои актёрские качества в паре «злодейских ролей сумасшедших учёных» в низкобюджетных фильмах «Я был подростком-оборотнем» и «Я был подростком-Франкенштейном», в особенности, в последнем из них, где он сыграл профессора Франкенштейна. Как указывает Чэттен, «Я был подростком-Франкенштейном» (1957) был единственным фильмом Бисселла, где его имя стояло первым в списке актёров. В этом фильме Бисселл запомнился некоторыми из своих самых «сочных» реплик, особенно, когда он с невозмутимым лицом произнёс: «Говори! Я знаю, что у тебя есть язык в голове, потому что я сам пришил его обратно!».

## Голливудская карьера в 1960-70-х годах
В 1960-е годы Бисселл сыграл роли второго плана в таких популярных фильмах, как приключенческий боевик «Великолепная семёрка» (1960), фантастический фильм «Машина времени» (1960), тюремная драма «Любитель птиц из Алькатраса» (1962), политический фантастический триллер «Манчжурский кандидат» (1962), психологическая драма «Хад» (1963), семейный фильм «Гора Спенсера» (1963), политический триллер «Семь дней в мае» (1964) и мелодрама «Куда ушла любовь» (1964). Чэттен особенно отметил игру Бисселла в роли «правого сенатора, который вступил в сговор с безумным генералом в исполнении Берта Ланкастера для осуществления переворота в Белом доме в фильме „Семь дней в мае“ (1964)».
Среди работ Бисселла 1970-х годов Мирна Оливер выделила такие фильмы, как триллер «Аэропорт» (1970), фантастический хоррор «Зелёный сойлент» (1973) и хоррор-триллер «Телепат-убийца» (1975), а его лучшей актёрской работой этого периода, по мнению Чэттена, стала роль коварного губернатора, который идёт на перевыборы в футуристическом Нью-Йорке, и ради этого даёт добро на сокрытие жуткого заговора в фильме «Зелёный сойлент».

## Карьера на телевидении в 1950-84 годах
Телевизионная карьера Бисселла началась в 1950 году с роли в эпизоде телесериала «У камина». На протяжении последующих 35 лет Бисселл сыграл в 319 эпизодах почти 200 различных телесериалов, последний раз снявшись для телеэкрана в 1984 году.
Как отмечает Эдер, «к концу 1950-х годов Бисселл работал уже значительно больше на телевидении, чем в кино», сыграв на малом экране некоторые из своих самых интересных ролей. В частности, в эпизоде «Человек со многими лицами» (1957) телесериала «Код 3» Бисселл был великолепен в роли безответного бухгалтера, которого постоянные семейные проблемы толкают на преступную жизнь. В эпизоде «Великолепный парень» (1956) телесериала «Отец лучше знает» он успешно сыграл «неприветливого, немногословного работодателя, который никогда не отступал от своего сурового стиля, и тем не менее настолько убедительно произнёс последнюю реплику, что заставил прослезиться многих телезрителей».
На рубеже 1950-60-х годов Бисселл был занят почти в каждом жанре, но особенно много у него было работы в вестернах. В эти годы с поразительной частотой он появился в таких вестернах, как «Театр Зэйна Грея» (1956-60), «Есть оружие — будут путешествия» (1957-63), «Шайенн» (1957-60), «Истории Уэллс-Фарго» (1957-62), «Беспокойное оружие» (1957), «Караван повозок» (1958-64), «Судебный исполнитель» (1958-62), «Калифорнийцы» (1958, 1 эпизод), «Техасец» (1959), «Сыромятная плеть» (1959-60), «Стрелок» (1959-61), «Джонни Ринго» (1960), «Мэверик» (1960), «Клондайк» (1960), «Депутат» (1961), «Дилижанс на Запад» (1961), «Бонанза» (1962), «Дактоцы» (1963) и «Виргинцы» (1963-64).
В середине 1960-х годов продюсер Ирвин Аллен пригласил Бисселла на одну из главных ролей главы правительственной программы по путешествиям во времени, генерал-лейтенанта Хейвуда Кирка, «в недолгом, но очень популярном научно-фантастическом телесериале» «Туннель времени» (1966-67). Эту роль, по словам Чэттена, Бисселл получил «благодаря умению придать лицу тревожное выражение». Как вспоминала позднее партнёрша Бисселла по сериалу Ли Мериветер, это была исключительно тяжёлая работа, когда от неё и Бисселла требовалось неделя за неделей на головокружительной скорости реагировать на пустой экран на съёмочной площадке, при этом практически ничего не делать и лишь иногда дёргать за случайную ручку и восклицать: «Мы его теряем!» или «Тони, осторожно!».
Как отмечает Хэннсберри, помимо регулярного появления в «Туннеле времени» Бисселл сыграл гостевые роли в телесериалах всех жанров, от вестернов до научной фантастики, от комедии до драмы. Среди них — исторический образовательный сериал «Ты там» (1953-56, 8 эпизодов), гангстерская драма «Неприкасаемые» (1959), судебная драма «Перри Мейсон» (1957-65, 4 эпизода), ситкомы «Одинокий отец» (1958-60, 7 эпизодов), «Станция Юбочкино» (1965) и «Я мечтаю о Джинни» (1967), мыльная опера «Пейтон-Плэйс» (1965, 6 эпизодов), фантастические сериалы «Театр научной фантастики» (1956, 3 эпизода), «За гранью возможного» (1963), «Беглец» (1965) и «Звёздный путь» (1967), детективы «Гавайский глаз» (1960-62, 3 эпизода), «Кэннон» (1971-73, 2 эпизода), «Гарри О» (1975) и «Медэксперт Куинси» (1978-79, 2 эпизода), фантастические боевики «Бионическая женщина» (1977) и «Невероятный Халк» (1979-80, 2 эпизода) и экшн-комедия «Дьюки из Хаззарда» (1980) . В 1970-е годы Бисселл также сыграл в нескольких телевизионных фильмах и мини-сериалах, таких как «Город на дне моря» (1971), «Линкольн» (1976), «Последний из могикан» (1977), «Проход Доннера» (1978) и «Ночной ездок» (1979). Одним из последних его телефильмов стал «Пришельцы с другой планеты» (1982), фантастический телефильм, скомпилированный из трёх эпизодов «Туннеля времени», где Бисселл вновь предстал в знакомом образе генерала-лейтенанта Хэйвуда Кёрка.

## Актёрское амплуа и анализ творчества
После 12 лет работы на бродвейской сцене Уит Бисселл начал карьеру в Голливуде, где с 1940 по 1978 год сыграл более чем в 100 фильмах, а позднее стал работать на телевидении, где в период с 1950 по 1984 год сыграл более чем в 300 эпизодах различных телесериалов.
По словам Оливер, Бисселл был «красивым характерным актёром широкого профиля», и, как добавил Эдер, «никогда не был одномерным актёром, демонстрируя свой широкий диапазон не менее чем в десяти фильмах и телесериалах ежегодно». В начале карьеры Бисселл был «худощавым актёром, с красивыми чертами лица и мягкими манерами» , который «мог играть как бандитов, так и героев в любом жанре», «часто специализируясь на ролях неудачливых или встревоженных врачей или других профессионалов».
Как отмечает Чэттен, «по мере того, как лицо Бисселла полнело, а волосы седели, его роли обретали старшинство, хотя тревожное выражение его лица иногда давало понять, что его персонаж к кризисной ситуации мог спихнуть ответственность на другого или скрывал какую-то преступную тайну». А когда он играл лейтенанта-коммандера в «Мятеже на „Кейне“» (1954), офицера медицинской службы в «Манчжурском кандидате» (1962) или хирурга-ветеринара в «Хаде» (1963) «он выглядел так, как будто весь день принимал пациентов, а не учил свои реплики».
По словам Эдера, хотя «для послевоенного поколения Бисселл был знаком как актёр, более всего связанный с ролями нервных государственных деятелей, но эти роли были лишь незначительной частью его более объёмной и долгой карьеры». Как с юмором отмечает Чэттен, когда Рональд Рейган стал президентом, то, по мнению многих, он выглядел и звучал так, как будто оказался не в своей роли, в «отличие от Бисселла, который был значительно более убедителен в роли президента, когда сыграл Вудро Вильсона в телесериале „Профили отваги“». Бисселл был также популярен как исполнитель ключевых ролей (часто безумных учёных) в таких культовых научно-фантастических триллерах 1950-х годов, как «Я был подростком-Франкенштейном», «Тварь из Чёрной лагуны» и «Вторжение похитителей тел».

## Общественная деятельность и признание
В течение 18 лет Бисселл был членом совета директоров Гильдии киноактёров.
В 1994 году Бисселл был удостоен премии Сатурн Академии фильмов научной фантастики, фэнтези и ужасов за свой вклад в развитие этих жанров.

## Личная жизнь
Уит Бисселл был женат трижды. В первом браке с актрисой Эдриенн Марден, который продлился с 1938 по 1954 год и закончился разводом, у него было двое детей. Его второй брак продлился с 1954 по 1958 год, и принёс ему одного ребёнка, закончился смертью жены. Наконец, в третьем браке с актрисой Дженнифер Рейне с 1967 по 1993 год, который закончился смертью жены, у него не было детей, однако он воспитывал пасынка Брайана Фостера, 1960 года рождения, который в детском возрасте стал известен по роли в телесериале «Семья Партридж» (1971-74).

## Последние годы жизни и смерть
В течение последних лет жизни актёр страдал от болезни Паркинсона и был прикован к креслу-каталке.
Уит Бисселл умер 5 марта 1996 года в возрасте 86 лет в больнице Вудленд-Хиллз, Калифорния. У него осталось четверо детей от трёх браков — сын Брайан, три дочери Кэти, Виктория и Аманда, и шестеро внуков .

## Фильмография

### Кинематограф
- 1940 — Морской ястреб / The Sea Hawk — страж у ворот дворца (в титрах не указан)
- 1943 — Священные узы брака / Holy Matrimony — Гарри Лик (в титрах не указан)
- 1943 — Пункт назначения — Токио / Destination Tokyo — Йо-йо (в титрах не указан)
- 1944 — Крылатая победа / Winged Victory — лейтенант Хадсон (в титрах не указан)
- 1945 — Звуки горна в полночь / The Horn Blows at Midnight — игрок на пикколо (в титрах не указан)
- 1946 — Клуни Браун / Cluny Brown — Арчи, сын Довагера (в титрах не указан)
- 1946 — Где-то в ночи / Somewhere in the Night — Джон (в титрах не указан)
- 1946 — Это не должно случиться с собакой / It Shouldn’t Happen to a Dog — Честер Фрай (в титрах не указан)
- 1947 — Море травы / The Sea of Grass — Тед, клерк (в титрах не указан)
- 1947 — Ночная песня / Night Song — гость на вечеринке (в титрах не указан)
- 1947 — Грубая сила / Brute Force — Том Листер
- 1947 — Двойная жизнь / A Double Life — доктор Стауффер
- 1947 — Сенатор был несдержан / The Senator Was Indiscreet — Оукс
- 1948 — За лесами / Another Part of the Forest — Джаггер
- 1948 — Грязная сделка / Raw Deal — убийца
- 1948 — Кэньон-Сити / Canon City — Ричард Хейлман
- 1948 — Эта дама в горностае / That Lady in Ermine — Джулио
- 1948 — Он бродил по ночам / He Walked by Night — Пол Ривз
- 1949 — Цыплёнок каждое воскресенье / Chicken Every Sunday — мистер Робинсон / Робби
- 1949 — Дневник Криминального доктора / The Crime Doctor’s Diary — Пит Беллем
- 1949 — Анна Лукаста / Anna Lucasta — Стэнли
- 1949 — Переулок / Side Street — Гарольд Симпсен
- 1949 — Токийский Джо / Tokyo Joe — капитан Уинноу (в титрах не указан)
- 1949 — И с ребёнком будет трое / And Baby Makes Three — гость на вечеринке (в титрах не указан)
- 1950 — Почтовый поезд / Wyoming Mail — Сэм
- 1950 — Убийца, запугавший Нью-Йорк / The Killer That Stalked New York — Сид Беннет
- 1950 — История Дюпона / The Du Pont Story — доктор Уоллес Кэротерс
- 1950 — Когда Вилли возвращался домой / When Willie Comes Marching Home — лейтенант М. Дж. Хэнли, психиатр (в титрах не указан)
- 1950 — Настоящие незнакомцы / Perfect Strangers — мистер Листер, адвокат (в титрах не указан)
- 1950 — Её собственная жизнь / A Life of Her Own — агент по аренде (в титрах не указан)
- 1950 — Осуждённый / Convicted — прокурор штата Оуэнс (в титрах не указан)
- 1950 — Ради Бога / For Heaven’s Sake — доктор (в титрах не указан)
- 1951 — Великий рейд по Миссури / The Great Missouri Raid — Боб Форд
- 1951 — Истории Робина Гуда / Tales of Robin Hood — Уилл Стьютли
- 1951 — Затерянный континент / Lost Continent — Стэнли Бриггс
- 1951 — Семейный секрет / The Family Secret — Джо Элснер
- 1951 — Красная гора / Red Mountain — Майлс
- 1951 — Алый знак доблести / The Red Badge of Courage — раненый офицер (в титрах не указан)
- 1951 — Опломбированный груз / Sealed Cargo — Шустер (в титрах не указан)
- 1951 — Из ночи в утро / Night Into Morning — продавец монумента (в титрах не указан)
- 1952 — Измена / The Sellout — Уилфред Джексон
- 1952 — Бутс Мэлоун / Boots Malone — Лу Дайер (в титрах не указан)
- 1952 — Бандитская империя / Hoodlum Empire — Филби, карманник (в титрах не указан)
- 1952 — Привет, красотки! / Skirts Ahoy! — мистер Ярбро (в титрах не указан)
- 1952 — Поворотная точка / The Turning Point — Бак (в титрах не указан)
- 1953 — Каньон дьявола / Devil’s Canyon — Вёрджил Гейтс
- 1954 — Это должно случиться с вами / It Should Happen to You — Роберт Грау
- 1954 — Бунт в тюремном блоке № 11 / Riot in Cell Block 11 — Снэйдер
- 1954 — Тварь из Чёрной лагуны / Creature from the Black Lagoon — доктор Эдвин Томпсон
- 1954 — Шанхайская история / The Shanghai Story — Пол Грант
- 1954 — Три часа на убийство / Three Hours to Kill — Дик
- 1954 — Цель — Земля / Target Earth — Том, главный научный исследователь
- 1954 — Атомный ребенок / The Atomic Kid — доктор Эдгар Пэнгборн
- 1954 — Бунт на «Кейне» / The Caine Mutiny — врач, лейтенант-командор Диксон (в титрах не указан)
- 1955 — Не как чужой / Not as a Stranger — доктор Дитрих
- 1955 — Нагая улица / The Naked Street — окружной прокурор Блэйкер
- 1955 — Часы отчаяния / The Desperate Hours — агент ФБР Карсон
- 1955 — Суд / Trial — Сэм Уилтс
- 1955 — Кафе на 101-й улице / Shack Out on 101 — Эдди
- 1955 — Под дулом пистолета / At Gunpoint — Клем Кларк
- 1955 — Вторжение похитителей тел / Invasion of the Body Snatchers — доктор Хилл (в титрах не указан)
- 1956 — Гордые / The Proud Ones — мистер Сэм Болтон
- 1956 — Случай в Дакоте / Dakota Incident — Марк Честер
- 1956 — Человек из Дель-Рио / Man from Del Rio — Бризи Морган
- 1957 — Молодой незнакомец / The Young Stranger — Граббс, директор театра
- 1957 — Перестрелка в О.К. Коррал / Gunfight at the O.K. Corral — Джон П. Клам
- 1957 — Джонни Тремейн / Johnny Tremain — Джозиа Куинси
- 1957 — Я был подростком-оборотнем / I Was a Teenage Werewolf — доктор Альфред Брэндон
- 1957 — Своенравная девчонка / The Wayward Girl — Айра Молсон
- 1957 — Высокий незнакомец / The Tall Stranger — Адам Джадсон
- 1957 — Я был молодым Франкенштейном / I Was a Teenage Frankenstein — профессор Франкенштейн
- 1958 — Скованные одной цепью / The Defiant Ones — Лу Ганс
- 1958 — Чёрная орхидея / The Black Orchid — мистер Хармон
- 1958 — Монстр в университетском городке / Monster on the Campus — доктор Оливер Коул
- 1959 — Шериф / Warlock — Петрикс
- 1959 — Нет имени на пуле / No Name on the Bullet — Пирс
- 1959 — Никогда не было так мало / Never So Few — капитан Алофсон, психиатр
- 1960 — Машина времени / The Time Machine — Уолтер Кемп
- 1960 — Великолепная семерка / The Magnificent Seven — Чэмли
- 1962 — Любитель птиц из Алькатраса / Birdman of Alcatraz — доктор Эллис
- 1962 — Треть человека / Third of a Man — Максвелл
- 1962 — Манчжурский кандидат / The Manchurian Candidate — офицер медицины (в титрах не указан)
- 1963 — Гора Спенсера / Spencer’s Mountain — доктор Кемпбелл
- 1963 — Хад / Hud — мистер Бёррис
- 1964 — Семь дней в мае / Seven Days in May — сенатор Фредерик Прентис
- 1964 — Наступление в тыл / Advance to the Rear — капитан Куиг
- 1964 — Куда ушла любовь / Where Love Has Gone — профессор Белл
- 1965 — Тропа Аллилуйя / The Hallelujah Trail — Хоббс
- 1965 — Пушистый / Fluffy — доктор Брэйден
- 1967 — Пакт со смертью / A Covenant with Death — Брюс Доннелли
- 1968 — Пятикарточный покер / 5 Card Stud — доктор Купер
- 1969 — Когда ты целуешь незнакомца / Once You Kiss a Stranger — доктор Хаггис
- 1970 — Аэропорт / Airport — мистер Дэвидсон
- 1972 — У Джастина Моргана была лошадь / Justin Morgan Had a Horse — мистер Мэйс
- 1972 — Связной из Зальцбурга / The Salzburg Connection — Ньюхарт
- 1972 — Пит и Тилли / Pete 'n' Tillie — священник
- 1973 — Зеленый сойлент / Soylent Green — губернатор Сантини
- 1975 — Телепат-убийца / Psychic Killer — доктор Пол Тейлор
- 1977 — Заговор против Линкольна / The Lincoln Conspiracy — сенатор Джон Коннесс
- 1978 — Тень Кейси / Casey’s Shadow — доктор Уильямсон

### Телевидение
- 1950-57 — Театр у камина / Fireside Theatre (телесериал, 4 эпизода)
- 1951-52 — Сеть / The Web (телесериал, 2 эпизода)
- 1951 — Телевизионный театр «Филко» / The Philco Television Playhouse (телесериал, 1 эпизод)
- 1951 — Где-то там / Out There (телесериал, 1 эпизод)
- 1952 — Важный материал / The Big Story (телесериал, 1 эпизод)
- 1952 — Театр «Армстронг» / Armstrong Circle Theatre (телесериал, 2 эпизода)
- 1952 — Дела Эдди Дрейка / The Cases of Eddie Drake (телесериал, 1 эпизод)
- 1952 — Видеотеатр «Люкс» / Lux Video Theatre (телесериал, 1 эпизод)
- 1952-58 — Первая студия / Studio One (телесериал, 3 эпизода)
- 1952 — Доктор / The Doctor (телесериал, 1 эпизод)
- 1952 — Опасность / Danger (телесериал, 1 эпизод)
- 1953 — Альбом АВС / ABC Album (телесериал, 2 эпизода)
- 1953-56 — Телевизионный театр «Форд» / The Ford Television Theatre (телесериал, 2 эпизода)
- 1953 — Отряд Ракета / Racket Squad (телесериал, 1 эпизод)
- 1953-55 — Кавалькада Америки / Cavalcade of America (телесериал, 3 эпизода)
- 1953-56 — Ты там / You Are There (телесериал, 8 эпизодов)
- 1954-55 — Одинокий рейнджер / The Lone Ranger (телесериал, 3 эпизода)
- 1954-60 — Театр «Дженерал Электрик» / General Electric Theater (телесериал, 6 эпизодов)
- 1954 — Театр «Пепси-колы» / The Pepsi-Cola Playhouse (телесериал, 2 эпизода)
- 1955 — Городской детектив / City Detective (телесериал, 1 эпизод)
- 1955-58 — Кульминация / Climax! (телесериал, 5 эпизодов)
- 1955 — Сцена 7 / Stage 7 (телесериал, 2 эпизода)
- 1955-56 — «Ридерс дайджест» на ТВ / TV Rider’s Digest (телесериал, 3 эпизода)
- 1955-56 — Студия 57 / Studio 57 (телесериал, 2 эпизода)
- 1955-57 — Час 20th Century-Fox / The 20th Century-Fox Hour (телесериал, 2 эпизода)
- 1955 — Час звёзд / Hour of Stars (телесериал, 1 эпизод)
- 1955 — Залы плюща / The Halls of Ivy (телесериал, 1 эпизод)
- 1956 — Театр научной фантастики / Science Fiction Theatre (телесериал, 3 эпизода)
- 1956 — Вест-Пойнт / West Point (телесериал, 1 эпизод)
- 1956 — Тайный журнал доктора Хадсона / Dr. Hudsin’s Secret Journal (телесериал, 1 эпизод)
- 1956 — Предварительный показ / Sneak Preview (телесериал, 1 эпизод)
- 1956 — Театр 90 / Playhouse 90 (телесериал, 2 эпизода)
- 1956-59 — Театр звезд «Шлиц» / Schlitz Playhouse of Stars (телесериал, 3 эпизода)
- 1956 — Отец знает лучше / Father Knows Best (телесериал, 1 эпизод)
- 1956 — В первом ряду по центру / Front Row Centre (телесериал, 1 эпизод)
- 1956-60 — Театр Зэйна Грея / Zane Grey Theatre (телесериал, 2 эпизода)
- 1957 — Театр «Алкоа» / Alcoa Theatre (телесериал, 1 эпизод)
- 1957-58 — Вертолёты / Whirlybirds (телесериал, 2 эпизода)
- 1957 — Сломанная стрела / Broken Arrow (телесериал, 1 эпизод)
- 1957 — Шоу Гейл Сторм / The Gale Storm Show: Oh! Susanna (телесериал, 1 эпизод)
- 1957 — Приключения Джима Боуи / The Adventures of Jim Bowie (телесериал, 1 эпизод)
- 1957-63 — Есть оружие — будут путешествия / Have Gun — Will Travel (телесериал, 3 эпизода)
- 1957 — Доктор Кристиан / Dr. Christian (телесериал, 2 эпизода)
- 1957-60 — Шайенн / Cheyenne (телесериал, 2 эпизода)
- 1957-65 — Перри Мейсон / Perry Mason (телесериал, 4 эпизода)
- 1957-62 — Истории Уэллс-Фарго / Tales of Wells Fargo (телесериал, 2 эпизода)
- 1957 — Перекрёсток / Crossroads (телесериал, 1 эпизод)
- 1957 — Код 3 / Code 3 (телесериал, 1 эпизод)
- 1957 — Команда М / M Squad (телесериал, 1 эпизод)
- 1957 — Беспокойное оружие / The Restless Gun (телесериал, 1 эпизод)
- 1957 — Суд последней инстанции / The Court of Last Resort (телесериал, 1 эпизод)
- 1957 — Шериф Кочайза / Sheriff of Cochise (телесериал, 1 эпизод)
- 1958 — Человек без оружия / Man Without a Gun (телесериал, 1 эпизод)
- 1958-59 — Семья Маккой / The Real McCoys (телесериал, 2 эпизода)
- 1958 — Подозрение / Suspicion (телесериал, 1 эпизод)
- 1958 — Полицейский штата / State Trooper (телесериал, 1 эпизод)
- 1958 — Преследование / Trackdown (телесериал, 1 эпизод)
- 1958 — Театр «Колгейт» / Colgate Theatre (телесериал, 1 эпизод)
- 1958 — Тонкий человек / The Thin Man (телесериал, 1 эпизод)
- 1958 — Калифорнийцы / The Californians (телесериал, 1 эпизод)
- 1958-59 — Морская охота / Sea Hunt (телесериал, 2 эпизода)
- 1958 — Зорро / Zorro (телесериал, 1 эпизод)
- 1958 — Питер Ганн / Peter Gunn (телесериал, 1 эпизод)
- 1958 — Сказки Ширли Темпл / Shirley Temple’s Storybook (телесериал, 1 эпизод)
- 1958-64 — Караван повозок / Wagon Train (телесериал, 5 эпизодов)
- 1958-62 — Судебный исполнитель / Lawman (телесериал, 4 эпизода)
- 1958 — Театр «Goodyear» / Goodyear Theatre (телесериал, 1 эпизод)
- 1958-60 — Одинокий отец / Bachelor Father (телесериал, 7 эпизодов)
- 1958 — Вуаль / The Veil (телесериал, 1 эпизод)
- 1959 — Один шаг за грань / One Step Beyond (телесериал, 1 эпизод)
- 1959 — Техасец / The Texan (телесериал, 1 эпизод)
- 1959 — Люди в космос / Men Into Space (телесериал, 1 эпизод)
- 1959-60 — Сыромятная плеть / Rawhide (телесериал, 2 эпизода)
- 1959 — Миллионер / The Millionaire (телесериал, 1 эпизод)
- 1959 — Человек и вызов / The Man and the Challenge (телесериал, 1 эпизод)
- 1959 — Сажать в тюрьму / Lock Up (телесериал, 1 эпизод)
- 1959 — Жизнь и житие Уайатта Эрпа / The Life and Legend of Wyatt Earp (телесериал, 1 эпизод)
- 1959-61 — Стрелок / The Rifleman (телесериал, 4 эпизода)
- 1959 — Бикон стрит, 21 / 21 Beacon Street (телесериал, 1 эпизод)
- 1959 — Опознание / The Lineup (телесериал, 1 эпизод)
- 1959 — Мэркем / Markham (телесериал, 1 эпизод)
- 1959 — Неприкасаемые / The Untouchables (телесериал, 1 эпизод)
- 1960 — Шоссе 66 / Route 66 (телесериал, 1 эпизод)
- 1960 — Ревущие 20-е / The Roaring 20s (телесериал, 2 эпизода)
- 1960 — Диснейленд / Disneyland (телесериал, 1 эпизод)
- 1960 — Братья Брэннаган / The Brothers Brannagan (телесериал, 1 эпизод)
- 1960 — Сёрфсайд 6 / Surfside 6 (телесериал, 1 эпизод)
- 1960-62 — Гавайский глаз / Hawaiian Eye (телесериал, 3 эпизода)
- 1960 — Бит Бурбон-стрит / Bourbon Street Beat (телесериал, 1 эпизод)
- 1960 — Джонни Ринго / Johnny Ringo (телесериал, 1 эпизод)
- 1960 — Мэверик / Maverick (телесериал, 1 эпизод)
- 1960 — Канат / Tightrope (телесериал, 1 эпизод)
- 1960 — Клондайк / Klondike (телесериал, 1 эпизод)
- 1960 — Шоу «Дюпон» с Джун Эллисон / The DuPont Show with June Allyson (телесериал, 1 эпизод)
- 1960 — Филипп Марлоу / Philip Marlowe (телесериал, 1 эпизод)
- 1961 — Закон и мистер Джонс / The Law and Mr. Jones (телесериал, 1 эпизод)
- 1961 — Шоу Тома Юэлла / The Tom Ewell Show (телесериал, 1 эпизод)
- 1961 — Депутат / The Deputy (телесериал, 1 эпизод)
- 1961 — Акапулько / Acapulco (телесериал, 1 эпизод)
- 1961 — Дилижанс на Запад / Stagecoach West (телесериал, 2 эпизода)
- 1961 — Детективы / The Detectives (телесериал, 1 эпизод)
- 1961 — Вслед за солнцем / Follow the Sun (телесериал, 1 эпизод)
- 1961 — Шоу Дика Пауэлла / The Dick Powell Show (телесериал, 1 эпизод)
- 1961 — Прямой путь / Straightway (телесериал, 1 эпизод)
- 1961 — Шоу Боба Каммингса / The Bob Cummings Show (телесериал, 1 эпизод)
- 1962 — Альфред Хичкок представляет / Alfred Hitchcock Presents (телесериал, 1 эпизод)
- 1962 — Вытяжной трос / Ripcord (телесериал, 1 эпизод)
- 1962 — Бонанза / Bonanza (телесериал, 1 эпизод)
- 1962 — Автобусная остановка / Bus Stop (телесериал, 1 эпизод)
- 1963 — Глинис / Glynis (телесериал, 1 эпизод)
- 1963 — Идти свои путём / Going My Way (телесериал, 1 эпизод)
- 1963 — За гранью возможного / The Outer Limits (телесериал, 1 эпизод)
- 1963 — Дактоцы / The Dacotas (телесериал, 1 эпизод)
- 1963 — Святые и грешники / Saints and Sinners (телесериал, 1 эпизод)
- 1963-64 — Виргинцы / The Virginian (телесериал, 3 эпизода)
- 1963 — Шоу Донны Рид / The Donna Reed Show (телесериал, 1 эпизод)
- 1964 — Арест и судебное разбирательство / Arrest and Trial (телесериал, 1 эпизод)
- 1964 — Час Альфреда Хичкока / The Alfred Hitchcock Hour (телесериал, 1 эпизод)
- 1964 — Бен Кэйси / Ben Casey (телесериал, 1 эпизод)
- 1964-65 — Профили отваги / Profiles of Courage (телесериал, 2 эпизода)
- 1964 — Ченнинг / Channing (телесериал, 1 эпизод)
- 1964 — Великое приключение/ The Great Adventure (телесериал, 1 эпизод)
- 1964 — Театр саспенса «Крафт» / Kraft Suspence Theatre (телесериал, 1 эпизод)
- 1965 — Одиночка / Loner (телесериал, 1 эпизод)
- 1965 — Пейтон-Плейс / Peyton Place (телесериал, 6 эпизодов)
- 1965 — Мистер Новак / Mr. Novak (телесериал, 1 эпизод)
- 1965 — Доктор Килдэр / Dr. Kildare (телесериал, 2 эпизода)
- 1965 — Долгое жаркое лето / The Long, Hot Summer (телесериал, 2 эпизода)
- 1965 — Лэсси / Lassie (телесериал, 1 эпизод)
- 1965 — Люди Слэттери / Slattery’s People (телесериал, 1 эпизод)
- 1965 — Беглец / The Fugitive (телесериал, 1 эпизод)
- 1965 — Станция Юбочкино / Petticoat Junction (телесериал, 1 эпизод)
- 1965 — Человек по имени Шенандоа / A Man Called Shenandoah (телесериал, 1 эпизод)
- 1965 — Дэниэл Бун / Daniel Boone (телесериал, 1 эпизод)
- 1965 — Правосудие Берка / Burke’s Law (телесериал, 1 эпизод)
- 1965 — Путешествие на дно океана / Voyage to the Bottom of the Sea (телесериал, 1 эпизод)
- 1966-67 — Туннель времени / The Time Tunnel (телесериал, 30 эпизодов)
- 1966 — Я мечтаю о Джинни / I Dream of Jeannie (телесериал, 1 эпизод)
- 1966 — Ларедо / Laredo (телесериал, 1 эпизод)
- 1966 — Лагерь Ранамак / Camp Runamuck (телесериал, 1 эпизод)
- 1966 — Отряд по борьбе с преступлениями / The Felony Squad (телесериал, 1 эпизод)
- 1966 — Человек из А. Н. К. Л. / The Man from U.N.C.L.E. (телесериал, 1 эпизод)
- 1966 — Герои Хогана / Hogan’s Heroes (телесериал, 1 эпизод)
- 1966 — ФБР / The F.B.I. (телесериал, 1 эпизод)
- 1966 — Вертикальный взлёт / 12 O’Clock High (телесериал, 1 эпизод)
- 1966 — Джерико / Jericho (телесериал, 1 эпизод)
- 1967 — Захватчики / The Invaders (телесериал, 1 эпизод)
- 1967 — Пожалуйста, не ешь ромашки / Please Don’t Eat the Daisies (телесериал, 1 эпизод)
- 1967 — Звездный путь / Star Trek (телесериал, 1 эпизод)
- 1967 — Гомер Куча, морпех / Gomer Pyle: USMC (телесериал, 1 эпизод)
- 1967 — Стальной жеребец / Iron Horse (телесериал, 1 эпизод)
- 1968 — Изгой / The Outsider (телесериал, 1 эпизод)
- 1968 — Джулия / Julia (телесериал, 1 эпизод)
- 1968-70 — Наименование игры / The Name of the Game (телесериал, 2 эпизода)
- 1968 — Защитник Джадд / Judd for the Defense (телесериал, 1 эпизод)
- 1969 — Интуиция / Insight (телесериал, 1 эпизод)
- 1969 — Отряд «Стиляги» / The Mod Squad (телесериал, 1 эпизод)
- 1969 — А вот и Люси / Here’s Lucy (телесериал, 1 эпизод)
- 1969 — Мэнникс / Mannix (телесериал, 1 эпизод)
- 1970 — Требуется вор / It Takes a Thief (телесериал, 1 эпизод)
- 1970 — Молодые адвокаты / The Young Lawyers (телесериал, 1 эпизод)
- 1970-73 — Доктор Маркус Уэлби / Marcus Welby, M.D. (телесериал, 2 эпизода)
- 1970 — Земля гигантов / Land of the Giants (телесериал, 1 эпизод)
- 1970 — Процесс в Андерсонвилле / The Andersonville Trial (телефильм)
- 1971 — О’Хара, достояние Америки / O’Hara, U.S. Treasury (телесериал, 1 эпизод)
- 1971-73 — Кэннон / Cannon (телесериал, 2 эпизода)
- 1971 — Город на дне моря / City Beneath the Sea (телефильм)
- 1971 — Разорванная сеть / A Tattered Web (телефильм)
- 1971 — При свете дня / In Broad Daylight (телефильм)
- 1972 — Диснейленд / Disneyland (телесериал, 2 эпизода)
- 1973 — Барнаби Джонс / Barnaby Jones (телесериал, 1 эпизод)
- 1973 — Поиск / Search (телесериал, 1 эпизод)
- 1973-74 — Айронсайд / Ironside (телесериал, 2 эпизода)
- 1973 — Новый Перри Мейсон / The New Perry Mason (телесериал, 2 эпизода)
- 1973 — Отважные: новые врачи / The Bold Ones: The New Doctors (телесериал, 1 эпизод)
- 1973 — Крик об изнасиловании / Cry Rape (телефильм)
- 1974 — Макклауд / McCloud (телесериал, 1 эпизод)
- 1974 — История ФБР: ФБР против Алвина Карписа, врага общества номер один (телефильм)
- 1975 — Полицейская история / Police Story (телесериал, 1 эпизод)
- 1975 — Широкий мир детектива / The Wide World of Mystery (телесериал, 1 эпизод)
- 1975 — Гарри О / Harry O (телесериал, 1 эпизод)
- 1975 — Мэтт Хелм / Matt Helm (телесериал, 1 эпизод)
- 1975 — Особая субботняя комедия ABC / ABC Saturday Comedy Special (телесериал, 1 эпизод)
- 1976 — Линкольн / Lincoln (мини-сериал)
- 1976 — Коджак / Kojak (телесериал, 1 эпизод)
- 1976 — Швейцарская семья Робинзонов / The Swiss Robinson Family (телесериал, 1 эпизод)
- 1976 — Варварский берег / Barbary Coast (телесериал, 1 эпизод)
- 1976 — Петрочелли / Petrocelli (телесериал, 1 эпизод)
- 1976 — Потоп! / Flood! (телефильм)
- 1977 — Шоу Тони Рэндолла / The Tony Randall Show (телесериал, 1 эпизод)
- 1977 — Бионическая женщина / The Bionic Woman (телесериал, 1 эпизод)
- 1977 — Последний из Могикан / Last of the Mohicans (телефильм)
- 1977 — Невероятная гонка в Скалистых горах / Incredible Rocky Mountain Race (телефильм)
- 1978-79 — Медэксперт Куинси / Quincy M.E. (телесериал, 2 эпизода)
- 1978 — Проект Н. Л. О. / Project U.F.O. (телесериал, 1 эпизод)
- 1978 — Проход Доннера: Дорога к выживанию / Donner Pass: The Road to Survival (телефильм)
- 1978 — Машина времени / The Time Machine (телефильм)
- 1979 — Айк / Ike (мини-сериал)
- 1979-80 — Невероятный Халк / The Incredible Hulk (телесериал, 2 эпизода)
- 1979 — Ночной ездок / The Night Rider (телефильм)
- 1979 — Незнакомцы: История матери и дочери / Strangers: The Story of a Mother and Daughter (телефильм)
- 1980 — Дюки из Хаззарда / The Dukes of Hazzard (телесериал, 1 эпизод)
- 1980 — Хаген / Hagen (телесериал, 1 эпизод)
- 1981 — Широко шагая / Walking Tall (телесериал, 1 эпизод)
- 1982 — Супруги Харт / Hart to Hart (телесериал, 1 эпизод)
- 1982 — Тёмная комната / Darkroom (телесериал, 1 эпизод)
- 1983 — Семья Фишеров / The Fisher Family (телесериал, 1 эпизод)
- 1983 — Эмералд-Пойнт / Emerald Point N.A.S. (телесериал, 1 эпизод)
- 1984 — Фэлкон Крест / Falcon Crest (телесериал, 1 эпизод)